# Milagros Leal Vázquez
Milagros Leal Vázquez (Madrid, 2 de desembre de 1902 - Madrid, 2 de març de 1975) va ser una actriu espanyola.

## Biografia
S'inicia en el teatre sent encara una nena amb la companyia de teatre còmic de Loreto Prado i Enrique Chicote i ja de ben aviat comença a recollir èxits sobre l'escenari, com l'aconseguit amb l'obra Champán. El 1923 passa a treballar al costat de Catalina Bárcena i Gregorio Martínez Sierra, fins a 1930.
Al 1934 crea la seva pròpia companyia, juntament amb l'actor valencià Salvador Soler Marí, amb qui es casa. En aquestes primers anys representà obres de Pedro Muñoz Seca, Carlos Arniches, Eduardo Marquina, Luis Fernández Ardavín, Pedro Pérez Fernández, Enrique Jardiel Poncela o Pilar Millán Astray. Durant la Guerra Civil, ella i el seu marit van fundar la Compañía Dramática Experimental, per mirar de fer teatre revolucionari en el Madrid republicà, però no tingueren èxit. Al 1938 crearen la Compañía Oficial de Arte Dramático, amb una subvención del Ministeri d'Instrucció Pública i representaren a València teatre clàssic, com El alcalde de Zalamea, de Calderón de la Barca, Fuenteovejuna, de Lope de Vega; Los intereses creados, de Jacinto Benavente; La vida es sueño, de Calderón de la Barca. Al llarg d'una trajectòria que es perllongà durant sis dècades, es consolidaria com una de les grans dames de l'escena espanyola del segle xx, amb èxits notables, com Un soñador para un pueblo (1958), d'Antonio Buero Vallejo; Divinas palabras (1961), de Valle-Inclán; La dama del alba, d'Alejandro Casona (1962); La Celestina (1964), de Fernando de Rojas; o Las mariposas son libres, de Leonard Gershe (1970).
En cinema debuta el 1928 en la pel·lícula de Cándida Beltrán Rendón El secreto de la abuela, i hi tornà el 1934 per protagonitzar Diez días milionaria, de José Buchs, amb Luis Peña, adaptació d'una novel·la de Concha Linares Becerra. I el 1936 amb la pel·lícula El clavo. Més endavant interpretà Las inquietudes de Shanti Andía (1946), La guerra de Dios (1953), Noche de reyes (1947), de Luis Lucia', o El mundo sigue (1965), de Fernando Fernán Gómez. La seva trajectòria cinematogràfica, a diferència de la teatral, gairebé sempre circula entorn de papers secundaris, encara que de sòlida factura.
Als anys seixanta i setanta també va aparèixer en alguns programes teatrals de Televisió Espanyola.
La seva filla, Amparo Soler Leal, va continuar la tradició artística familiar.

## Teatre (selecció)
- El admirable Crichton (1922).
- La estrella de Justina (1925).
- Mariquilla Terremoto (1930).
- Anacleto se divorcia (1932).
- La propia estimación (1941)
- Los habitantes de la casa deshabitada (1942).
- Blanca por fuera y rosa por dentro (1943).
- El pañuelo de la dama errante (1945).
- El sexo débil ha hecho gimnasia (1946).
- Don Juan Tenorio (1947).
- Víspera de bodas (1948).
- Sucedió como en el cine (1950).
- Marido y medio (1950).
- Doña Clarines (1951).
- La muralla (1954)
- Enriqueta sí, Enriqueta no (1954).
- Cyrano de Bergerac (1955).
- Los intereses creados (1956)
- La novia del espacio (1956)[4]
- El pan de todos (1957).
- Alejandro Magno.
- Ondina (1958)[5]
- Un soñador para un pueblo (1958).[6]
- Anna Christie (1959)[7]
- Medea (1959).
- Hamlet (1960).
- Divinas palabras (1961).
- De profesión sospechoso (1962).
- La barca sin pescador (1963).[8]
- Los árboles mueren de pie (1963).
- La Celestina (1965).
- Ligazón (1966).
- El baño de las ninfas (1966).[9]
- Las mariposas son libres (1970)

## Filmografia (selecció)
- La linda Beatriz (1939).
- El clavo (1944).
- El destino se disculpa (1944).
- El fantasma y Doña Juanita (1945).
- Las inquietudes de Shanti Andía (1947).
- Don Quijote de la Mancha (1947).
- Puebla de las mujeres (1952).
- La casa de la Troya (1959).
- Don José, Pepe y Pepito (1961).
- Vamos a contar mentiras (1962).
- La verbena de la Paloma (1963).
- El mundo sigue (1963).
- Novios 68 (1967).
- La vil seducción (1968).
- El hombre que se quiso matar (1970).
- Las señoritas de mala compañía (1973) .
- Tormento (1974).

## Reconeixements
Tenia la Medalla del Círculo de Bellas Artes (1965), el Premi Nacional de Teatre (1966), els Premis del Sindicat Nacional de l'Espectacle de 1968 i 1974, el Premi Maria Rolland, el Premi de la Crítica de Barcelona, el premi del Diario Pueblo a la popularitat, la Medalla d'Or de Valladolid i el Minerva de Plata de Belles Arts.